# Chef der Zivilverwaltung

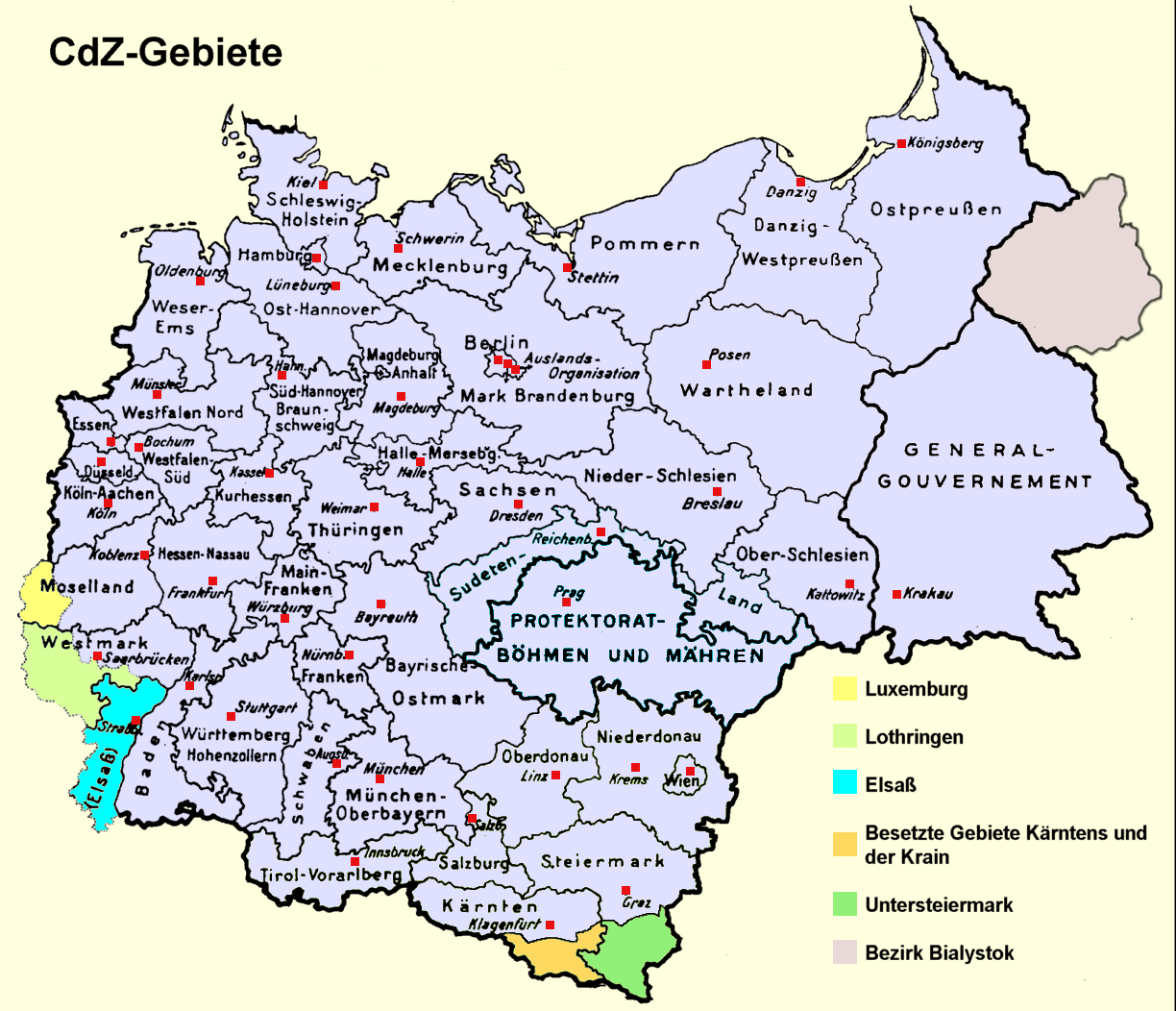
CdZ-Gebiete um 1941

Chef der Zivilverwaltung (CdZ) war eine deutsche Amtsbezeichnung in der Zeit des Zweiten Weltkriegs, die in zahlreichen Fällen die eigentlich militärische oder von der SS wahrgenommene Besatzungsmacht kaschieren sollte. Aufgabe eines Chefs der vermeintlichen Zivilverwaltung war, im Auftrag des Oberbefehlshabers des Heeres oder des Reichsführers der SS in eroberten Gebieten die zivile Verwaltung zu leiten. Dazu stand ihm eine Militärbehörde zur Verfügung. Ein CdZ übernahm die Besatzungsverwaltung eines besetzten Gebietes so lange, bis nach Abschluss der militärischen Operationen eine neue Zivilverwaltung eingesetzt wurde.
Die CdZ-Organisation als Verwaltungsorgan für besetzte Gebiete bewährte sich nicht und wurde vom Oberkommando des Heeres für den Feldzug im Westen durch die sogenannte „reine“ Militärverwaltung ersetzt. Auch diese bestand nur für kurze Zeit. Gegen Ende des Krieges beschränkte sich die Kompetenz des Heeres auf das Anordnungsrecht gegenüber den Zivilbehörden an der Front und ein Gefechtsgebiet von 20–25 km Tiefe.
Die CdZ der vom NS-Staat faktisch annektierten Gebiete (Bezirk Białystok, Landkreis Sudauen (Suwalki), Regierungsbezirk Zichenau, Elsass, Lothringen, Luxemburg, Oberkrain, Untersteiermark) waren alle zugleich Reichsstatthalter und NSDAP-Gauleiter angrenzender deutscher Gebiete. In diesen beiden Funktionen unterstanden sie Adolf Hitler und dem Reichsinnenministerium, das die Annexion steuern sollte. Sie konnten sich zwar in vielen Fällen gegen das Reichsinnenministerium durchsetzen, jedoch weder Heinrich Himmlers Machtbefugnisse noch Hermann Görings Weisungsrecht in Wirtschaftsfragen einschränken.

## Aufgabenbereich und Unterstellung
Nach dem Reichsverteidigungsgesetz vom 21. Mai 1935 übernahm im Verteidigungsfall der Reichskriegsminister im Auftrag von Führer und Reichskanzler die gesamte vollziehende Gewalt. Die Staatsführung gab ihre Exekutivbefugnisse für die Dauer der militärischen Operationen und für die von ihr festgesetzten Operationsgebiete der Armee an die bewaffnete Macht ab.
Dem Oberbefehlshaber der Armee sollte mit dem CdZ ein hoher Beamter zur Seite gegeben werden, der die zivile Verwaltung der Operationsgebiete zu leiten hatte. Ursprünglich war die CdZ-Organisation für den Verteidigungsfall und für innerdeutsche Gebiete geplant, sie wurde aber auch für künftig zu erobernde fremde Staatsgebiete vorgesehen und in die Mobilmachungspläne aufgenommen. Damit besaß die Wehrmacht de jure alle Machtmittel einer Okkupationsarmee einschließlich des Weisungsrechts an die obersten Reichsbehörden. Ausgenommen war der Reichswirtschaftsminister als Generalbevollmächtigter für die Kriegswirtschaft.
1938 passte die Wehrmacht ihre Vorschriften dem 2. Reichsverteidigungsgesetz vom 4. September 1938 an. Inzwischen war klar geworden, dass die vollziehende Gewalt nur im grenznahen Aufmarschraum des Reiches zu erwarten war und sich in der Hauptsache auf die eroberten Länder erstrecken würde. Die Stäbe der Wehrmacht für die CdZ-Organisationen mussten darauf vorbereitet werden, die Besatzungsverwaltung eroberter Gebiete zu organisieren.
Weil Adolf Hitler an die Stelle des bisherigen Reichskriegsministers getreten war und die höchste Instanz der militärischen Macht verkörperte, unterstanden ihm auch die CdZ. Sie waren somit sowohl ausführende Organe der Heeresführung als auch Untergebene Hitlers. Er konnte damit direkt auf die Verwaltung der besetzten Gebiete einwirken und seine politischen und ideologischen Vorstellungen durchsetzen. Dazu konnte er andere Reichsbehörden beauftragen, und gewöhnlich beanspruchten auch SS- und Polizeiformationen in den besetzten Gebieten unbeschränkte Kompetenzen. Die Heeresführung sah es gewöhnlich mit Erleichterung, wenn ihr die Aufgaben der Zivilverwaltung abgenommen wurden. Sie war mit den Aufgaben der Kriegsführung völlig ausgelastet und mit der Aufgabe, Behörden für Verwaltung und Wirtschaft zu betreiben, mangels ausreichender Kenntnisse überfordert.

## Besatzungsverwaltungen durch CdZ
- Nach der Besetzung der sudetendeutschen Gebiete gab es im Oktober 1938 im Gefolge der reichsdeutschen Truppen Chefs der Zivilverwaltungen. Diese übten ihre Tätigkeit aus bis zur Einsetzung des Reichskommissars für das Reichsgau Sudetenland, Gauleiter Konrad Henlein in Reichenberg. Die CdZ-Organisationen waren schlecht geplant und bewährten sich nicht. Sie sahen sich einem Machtkampf einzelner Reichsinstanzen gegenüber und mussten gebeten werden, eine zusätzliche Woche im Amt zu bleiben, weil die Zivilverwaltung Henleins noch nicht arbeitsfähig war. Henlein konnte sich durch seinen unmittelbaren Zugang zu Hitler der Einflussnahme der militärischen Befehlshaber mühelos entziehen.

- Nach der Zerschlagung der Tschechoslowakei gab es in der „Rest-Tschechei“, dem Protektorat Böhmen und Mähren, im März 1939 im Gefolge der deutschen Truppen ebenfalls Chefs der Zivilverwaltungen. Diese übten ihre Tätigkeiten aus bis zur Einsetzung des Reichsprotektors für Böhmen und Mähren Konstantin Freiherr von Neurath in Prag. Böhmen und Mähren galt trotz einer inneren Autonomie als Bestandteil des Reiches.

- Bis zur Bildung des Reichsgaues Westpreußen, später Danzig-Westpreußen, fungierte der Danziger Gauleiter Albert Forster für das Gebiet der ehemaligen Freien Stadt Danzig und später für den Militärbezirk Westpreußen als Chef der Zivilverwaltung (September/Oktober 1939). Er wurde von Hitler, dem es auf eine schnelle Inbesitznahme der zur Annexion vorgesehenen westlichen und nördlichen Gebiete Polens ankam, wenige Tage nach der Besetzung eingesetzt.

- Bis zur Bildung des Reichsgaues Posen, später Wartheland, fungierte der frühere Danziger Senatspräsident Arthur Greiser für den Militärbezirk Posen als Chef der Zivilverwaltung (September/Oktober 1939).

- Der Kreis Sudauen und der Regierungsbezirk Zichenau wurden der Provinz Ostpreußen angegliedert.

Nach 1940 wurden alle besetzten Gebiete, die einem CdZ unterstellt wurden, zwar wie Reichsgebiet behandelt, aber nicht annektiert und gehörten deswegen nicht zum Reich. Ausnahme war das ehemals zum deutschen Kaiserreich gehörende Eupen-Malmedy. Ab August 1940 wurden die Gauleiter an der Grenze im Westen als Chefs der Zivilverwaltung auf den Gebieten Luxemburgs und Frankreichs bestellt, und zwar für:
- das Elsass: der Reichsstatthalter und Gauleiter der NSDAP für den Gau Baden, Robert Wagner, in Karlsruhe,
- Lothringen: der Reichskommissar und Gauleiter der NSDAP für den Gau Saarpfalz (später Westmark), Josef Bürckel, in Saarbrücken,
- Luxemburg: der Gauleiter der NSDAP für den Gau Koblenz-Trier (später Moselland), Gustav Simon, in Koblenz

Die CdZ dieser Gebiete hatten den Auftrag, sie in einer Reihe von Jahren einzudeutschen.
Nach der Zerschlagung Jugoslawiens wurden einige ehemals Habsburger Gebiete der deutschen Verwaltung unterstellt. Ebenso wie zuvor im Westen unterblieb jedoch eine formelle Annexion. Ab April 1941 amtierten Gauleiter an der deutschen Südostgrenze als Chefs der Zivilverwaltung auf ehemals jugoslawischem Gebiet, und zwar für:
- die besetzten ehemals österreichischen Gebieten Kärntens und der Krain: der Reichsstatthalter und Gauleiter der NSDAP für den Gau Kärnten, Friedrich Rainer in Klagenfurt,
- die Untersteiermark: der Reichsstatthalter und Gauleiter der NSDAP für den Gau Steiermark, Sigfried Uiberreither in Graz.

Auch ein Gebiet der Sowjetunion, das bis 1939 zu Polen gehört hatte, wurde deutscher Verwaltung unterstellt. Ab August 1941 wurde der Gauleiter an der deutschen Ostgrenze als Chef der Zivilverwaltung (zunächst als „Zivilkommissar“ bezeichnet) auf ehemals sowjetischem Gebiet bestellt, und zwar für:
- den Bezirk Bialystok: der Oberpräsident und Gauleiter der NSDAP für den Gau Ostpreußen, Erich Koch in Königsberg (Pr).

## Frühere Verwendung
Der Begriff wurde im Russischen Kaiserreich bereits im 19. Jahrhundert verwendet. So trat etwa am 10. Februar 1865 im damals von Russland beherrschten Teil Polens „[a]n die Stelle des bisherigen polnischen Statthalters […] ein Chef der Zivilverwaltung und ein Oberbefehlshaber der Truppen“.